# Zoran Vuković
Zoran Vuković (ur. 6 września 1955 w Brusnie) – bośniacki Serb, członek serbskich formacji paramilitarnych działających w okolicy miasta Foča.
Aresztowany przez SFOR w dniu 23 grudnia 1999 r., następnie oskarżony przed Międzynarodowym Trybunałem Karnym dla byłej Jugosławii o gwałty i tortury na ludności cywilnej.
22 lutego 2001 został skazany na 12 lat więzienia za tortury i gwałt na 15-latce. Z reszty zarzutów został uniewinniony. Karę, w której poczet wliczono czas spędzony w areszcie, odbywał w Norwegii. 11 marca 2008 roku został zwolniony po odbyciu około dwóch trzecich kary.